# Evangelische Kirche Schmalleningken
Bei der Evangelischen Kirche in Schmalleningken (heute Evangelisch-lutherische Kirche in Smalininkai) handelt es sich um ein Gebäude aus den Jahren 1877 und 1878, das im Zweiten Weltkrieg zerstört wurde und nun in einem 1912 errichteten Gemeindehaus seinen Ersatz gefunden hat.

## Geographische Lage
Die heute Smalininkai genannte Stadt gehört zum litauischen Bezirk Tauragė (Tauroggen) und war bis 1922 dem preußischen Kreis Ragnit, danach dem Kreis Pogegen im Memelland zugehörig. Er liegt am Nordufer der Memel (litauisch: Nemunas). Die Nationalstraße KK 141 von Kaunas nach Klaipėda (Memel) führt durch das nördliche Stadtgebiet. Eine Bahnanbindung besteht nicht.
Die einstige Kirche stand auf erhöhtem Platz an der Hauptstraße.

## Kirchengebäude

### Die alte Pfarrkirche
Der Bau der einstigen Pfarrkirche in Schmalleningken wurde durch eine Kirchen-Kollekte sowie ein „Gnadengeschenk“ des Kaisers Wilhelm I. ermöglicht. Am 13. Juli 1877 fand die Grundsteinlegung statt, deren Urkunde man später in den Trümmern der zerstörten Kirche fand. Hierin heißt es:
Die Gemeinde Schmalleningken, welche im Jahre 1845 aus 8 von der Gemeinde Wischwill abgezweigten Ortschaften gegründet wurde, hat bisher noch keine eigentliche Kirche besessen...so daß schon früh der Bau einer Kirche ins Auge gefaßt werden mußte. Pläne und Anschläge wurden gemacht, allein die Ausführung mußte unterbleiben, da die Gemeinde zur Aufbringung der Baukosten viel zu arm war. Endlich kam Hilfe. Eine allgemeine Kirchen-Kollekte wurde bewilligt und gehalten; auf diese Weise wurden circa 2.700 Mark zusammengebracht. Sr. Majestät, der Kaier und König Wilhelm I., der erhabene Schirmherr unserer evangelischen Kirche, geruhten ein Gnadengeschenk von 30.000 Mark allerhöchst zu bewilligen, den Rest der Baukosten erklärte sich die Gemeinde aufzubringen gerne bereit...
Heute nun, den 13ten Juli 1877 wird mit Gottes Hilfe der Grundstein der Kirche feierlichst gelegt. Noch im Laufe dieses Jahres soll der Bau unter Dach und im Jahre 1878 vollendet werden...
Der Herr aber, an dessen Segen Alles gelegen ist, segne auch diesen Bau, den wir zu seiner Ehre beginnen...er fördere kräftig das Werk unserer Hände, daß wir bald einziehen können in sein Heiligthum, ihm zu danken und ihn zu loben...Ihm aber, dem ewigen König, dem Unvergänglichen und Unsichtbaren und Alleinweisen sei Ehre und Preis von nun an bis in Ewigkeit. Amen!
Es entstand ein unverputzter Ziegelbau mit einer geschlossenen Altarnische und einem „100 Fuß“ hohen Turm. Über dem Eingangsportal befand sich weithin sichtbar in einer Nische eine Figur des segnenden Christus.
Der Kircheninnenraum war mit Altar, Kanzel, Taufstein und Orgel in neugotischem Stil ausgestattet.
Die Kirche wurde im Zweiten Weltkrieg zerstört, die Reste abgetragen. In den Ruinen fand sich unversehrt die Grundstein-Urkunde von 1877.

### Die jetzige Kirche
Zu Beginn des 20. Jahrhunderts wurden in Schmalleningken freikirchliche und gemeinschaftsbewegte Gruppen immer stärker und beeinflussten durch ihr aufdringliches Wirken das kirchliche Leben im Ort. Zu ihnen gehörte die pietistische Pilgermission St. Chrischona (die nahe dem Bahnhof ein eigenes Gebäude besaß), die Paulsche Pfingstbewegung sowie evangelikale Gemeinschaften deutscher wie litauischer Sprache. Um diesen Strömungen besser entgegenwirken zu können, errichtete die evangelische Kirchengemeinde ein spezielles Gemeindehaus, das im Jahre 1912 vollendet wurde. In der Zeit der Sowjetunion diente es als Kino, weshalb die Fenster vermauert wurden.
Dieses Gebäude dient heute nun als evangelisch-lutherisches Gotteshaus. Es handelt sich dabei um einen verputzten Saalbau, dessen Stirnfront zur Straße hin gerichtet ist. Über dem Dach der Eingangstür befindet sich ein Kreuz. Vier Rundbogenfenster spenden dem Kirchenraum Licht. Der Altartisch aus Holz mit Kreuz und Leuchtern steht vor einer beleuchteten Nische mit hohem Kreuz, daneben die Kanzel und vor dem Altarbereich eine hölzerne Kommunionsbank.
Die Orgel ist ein Werk der Firma Rudolf von Beckerath Orgelbau in Hamburg. Ursprünglich stand sie in einer Krankenhauskapelle und wurde 2009 von der Hilfsaktion „Kinder in Not“ aus Lemgo (Deutschland) nach Litauen gebracht. Es handelt sich um ein einmanualiges Instrument mit drei Registern im Schleifladensystem. Ein Pedalanbau ist nicht vorgesehen.

## Kirchengemeinde
Schmalleningken wurde im Jahre 1845 ein Kirchdorf, zu dessen Kirchspiel man acht weitere Ortschaften – nördlich und südlich der Memel gelegen – vom Sprengel der Kirche Wischwill (heute litauisch: Viešvilė) abtrennte. Der Gottesdienst wurde zunächst in einem angemieteten, später angekauften Privathaus gefeiert, das nach der Errichtung der Kirche das Pfarrhaus wurde.
Die Pfarrei Schmalleningken gehörte zum Kirchenkreis Ragnit (heute russisch: Neman), ab 1920 zum Kirchenkreis Pogegen (litauisch: Pagėgiai) im Memelland (mit eigenem Konsistorium) in der Kirchenprovinz Ostpreußen der Kirche der Altpreußischen Union.
Die Kirchengemeinde war ohne Kirchenpatronat, es bestand Gemeindewahl. 1925 zählte sie 2200 Gemeindeglieder. Seit Gründung der Kirchengemeinde bestand eine eigene Pfarrstelle, die in den hundert Jahren bis 1945 ununterbrochen besetzt war.
Heute ist die Zahl der evangelischen Kirchenglieder im Umfeld mehrheitlich katholischer Bevölkerung kleiner geworden. Seit den 1990er Jahren ist das frühere Gemeindehaus die Kirche der lutherischen Gemeinde Smalininkai, die zur Evangelisch-lutherischen Kirche in Litauen gehört.

### Kirchspielorte (bis 1945)
Zum Kirchspiel Schmalleningken gehörten vor 1945 neben dem Pfarrort Schmalleningken (Smalininkai) noch neun Orte und kleinere Ortschaften. Die nördlich der Memel gelegenen Orte gehören heute zu Litauen, die südlichen dagegen zu Russland:
| Name               | Änderungsname 1938 bis 1946 | Heutiger Name (Land) |
| ------------------ | --------------------------- | -------------------- |
| Antschwenten       |                             | Antšvenčiai (LT)     |
| Augstogallen       |                             | Smalininkai (LT)     |
| Dirwehlen          | Wehlen                      | Pogranitschny (RUS)  |
| Endruszen          |                             | Endriušiai (LT)      |
| Grünhof, Forst     |                             | Žaldvaris (LT)       |
| Kassigkehmen       |                             | Kazikėnai (LT)       |
| Schillehnen        | Waldheide                   | Pogranitschny (RUS)  |
| Wittkehmen         |                             | Vidkiemis (LT)       |
| Wolfswinkel, Forst |                             | (RUS)                |

### Pfarrer (1845–1945)
In den hundert Jahres seines Bestehens amtierten neun evangelische Geistliche im Kirchspiel Schmalleningken:
| - Johann Theodor Bernhard Gamradt, 1845–1856 - Ludwig Kadau, 1856–1870 - Johann Ferdinand Kuehn, 1870–1879 - Otto Julius Stein, 1880–1888 - Georg Gustav Rudolf Kusch, 1888–1893 - Georg Louis B. Wittke, 1893–1905 - Alfred Müller, 1905–1912 - Ernst Franz Kreutzer, 1912–1913 - Wilhelm Grodde, 1914–1945 |

Der zuletzt amtierende Pfarrer Wilhelm Grodde war während beider Weltkriege Seelsorger an der Kirche Schmalleningken. Vor den anrückenden Russen musste er im Ersten Weltkrieg fliehen, die Hälfte der Gemeindeglieder war von den Russen bis an die Wolga verschleppt worden und kam erst nach dem Friedensvertrag wieder zurück. Dann erst – 1917 – konnte er in sein Amt eingeführt werden. Im Oktober 1944 schloss sich Grodde dem Treck der Flüchtenden an, der jedoch von der Front überrollt wurde. Er kehrte zum zweiten Mal als Flüchtling nach Schmalleningken zurück, erhielt jedoch Verbot jeglicher Ausübung seines Amtes. Als Organist und Kantor in einer katholischen Kirche in der Nachbarschaft verdiente er sich seinen Lebensunterhalt, betreute verbotenerweise aber auch die evangelischen Kirchenglieder. Im Jahre 1957 schließlich wurde seiner Ausreise in die Bundesrepublik Deutschland stattgegeben.

### Kirchenbücher
Die Kirchenbücher der Kirche Schmalleningken gelten als verschollen.

## Verweise
1. ↑  Smalinikkai - Schmalleningken
2. 1 2  Die Kirche in Schmalleningken (Memento des Originals vom 20. Juli 2014 im Internet Archive)  Info: Der Archivlink wurde automatisch eingesetzt und noch nicht geprüft. Bitte prüfe Original- und Archivlink gemäß Anleitung und entferne dann diesen Hinweis.
3. ↑  Walther Hubatsch, Geschichte der evangelischen Kirche Ostpreußens, Band 2: Bilder ostpreussischer Kirchen, Göttingen 1968, S. 108, Abb. 476
4. ↑  Historisches Foto der Kirche
5. 1 2  Schmalleningken, Kreis Pogegen
6. ↑  Heinrich A. Kurschat, Das Buch vom Memelland, 1990², S. 472
7. ↑  Der Eingang zur jetzigen Kirche in Smalininkai im Jahre 2005
8. ↑  Blick auf den Altar
9. ↑  Jörg Naß, Orgelinventar der evang. lutherischen Kirche Litauens (Memento vom 14. August 2014 im Internet Archive)
10. 1 2  Walther Hubatsch, Geschichte der evangelischen Kirche Ostpreußens, Band 3: Dokumente, Göttingen 1968, S. 513
11. ↑  Friedwald Moeller, Altpreußisches evangelisches Pfarrerbuch von der Reformation bis zur Vertreibung im Jahre 1945, Hamburg 1968, S. 135